# 美保関の合戦
美保関の合戦（みほのせきのがっせん）は、1569年10月（永禄12年9月）に山中幸盛ら率いる尼子再興軍と、尼子再興軍に叛旗を翻した隠岐為清ら率いる軍との間に起こった戦いである。戦いの場所が美保関（現在の島根県松江市美保関町）で行われたことから、美保関の合戦と呼ばれる。

## 合戦までの経緯
1569年（永禄12年）、尼子再興を目指す尼子勝久ら尼子再興軍は、隠岐為清の協力を得て隠岐から出雲へ上陸、出雲の諸城を次々と攻略し、ほぼ出雲のすべてを手中に収めんとするまでに勢力を伸張した（尼子再興軍の雲州侵攻）。その後、出雲の拠点である月山富田城の攻略に手間取るも、それを阻止しようとする石見の毛利軍、服部左兵衛らの軍勢を原手郡で撃破する（原手合戦）。
同年10月（永禄12年9月）、尼子再興軍の出雲上陸にも協力し、また原手合戦においても味方した隠岐為清が、突如叛旗を翻す。為清が謀叛を起こした理由は定かではないが、山中幸盛、立原久綱ら尼子再興軍は、これを鎮圧するため兵を率い美保関へと進軍した。

## 美保関の合戦
隠岐為清は兵を2手に分け、真野が嶽から聖返しの辺りへ第1陣を、美保神社辺りへ本陣を配置していた。為清は、尼子再興軍が島根半島の陸地から攻めてくると予想しており、第1陣の兵の配置は、これに対応するものであった。
対する山中幸盛ら尼子再興軍は、為清の作戦の裏をかいて海を渡り、直接本陣へ奇襲する作戦であった。尼子再興軍は港で船を集めると、その船に乗って伯州米子（現在の鳥取県米子市）から海を渡り、為清の本陣へ攻撃を仕掛けた。
戦いは当初、数に勝る隠岐為清軍が尼子再興軍を圧倒する。尼子再興軍は窮地に追い込まれ、一時は全滅の危機に陥るが、横道兄弟（横道高光、横道高宗）、松田誠保らの援軍が到着すると戦況は一転する。援軍の参戦により、隠岐為清軍は大崩れとなり壊滅、為清は自国の隠岐国へ逃げ帰った。
また、為清が配置していた第1陣の兵は、本陣の参戦に間に合わなかった。第1陣の兵は、本陣が壊滅したこともあって尼子再興軍に生け捕られ、捕虜となる。捕虜となった人数は、本陣の兵も合わせて約400人とされ、大根島へ送られることとなった。
大根島へ送られた捕虜は、為清が捕虜の助命を条件として切腹したため、その後解放されることとなる。

## 合戦後の影響
この戦いで、隠岐を支配していた為清は死亡したため、隠岐国は弟の清実が支配することとなった。後を継いだ清実は、尼子再興軍に協力することを誓ったため、これにより隠岐軍の叛乱は収束する。しかし、尼子再興軍にとっては、叛乱の鎮圧には成功したものの、仲間同士の争いで兵力が減少するという痛手となった。
またこの頃、九州に遠征していた毛利軍の主力が筑前の立花山城を退去し、周防の大内再興軍や出雲の尼子再興軍を鎮圧するため帰還を始める。月山富田城に籠もる天野隆重ほか出雲における毛利軍にとっては、主力部隊がつくまでの良い時間稼ぎとなった。
その後、出雲の毛利軍が日登地域（現在の島根県雲南市木次町）において抵抗したこともあり（日登合戦）、尼子再興軍は出雲の拠点の月山富田城を攻略できないまま、帰参した毛利軍の主力と戦うことになる（布部山の戦い）。

## 補足

### 隠岐為清の反乱の謎
隠岐為清が尼子再興軍に叛した理由については、確かな資料が残っていないためその真相は定かでない。『雲陽軍実記』や『太閤記』には叛乱の理由が記載されているが、その内容には相違がある。
『雲陽郡実記』によれば、先ほどの原手合戦において、弟の清実の恩賞が自分より勝っていたことを不満にもち、月山富田城主の天野隆重と内通し反乱を起こしたとされる。また、『陰徳太平記』にも「毛利家へ忠勤の験とし、此程尼子に組みせし罪科を謝せんと思い・・・」と記載されるように、為清が毛利軍として戦った記載がある。
『太閤記』によれば、出雲の国内の大部分が平定したというので、丹後海賊衆（奈佐日本助ら）は先に引き上げていったため、残った為清は心細くなって反乱を起こしたとされる。
また上記とは別に、まったく違う見解を示す研究もある。それは、為清は当初から毛利氏に味方しており、丹後海賊衆を隠岐で撃破後、美保関に渡来して攻め込んできたという説である。出雲渡航や原手合戦に協力したのは弟の清実であり、為清ではなかったとしている。

### 山中幸盛の作戦
尼子再興軍は、海を渡り隠岐為清の本陣を奇襲することを決めたものの、少数の船しか確保できず寡兵で戦うことになる。山中幸盛は美保関へ渡る船の上で、戦いに際して次のことを守るよう諸兵に命じている。
- お互いに小利を考えず、大功を立てることのみを心がけること（互に小利を存ぜ不、大功之立つべき事を存ず可き之事）。
- 不必要な戦いはしない（実にあらざる働き仕まじき事）。
- 自他の戦いぶりについては、ありのままに報告すること（自他働之虚実有やうに申す可き事）。
- 軍の進退については、鹿助の指示に従うこと（進退之義、鹿助方下知次第為る可き事）。
- 雑兵の首は取るな。組長の首は取ること（雑人原之首取まじく候。組頭之首は取べき事）。